# آندرئاس تیل
آندرئاس تیل (آلمانی: Andreas Thiel؛ زادهٔ ۳ مارس ۱۹۶۰) بازیکن هندبال اهل آلمان است.
وی در مسابقات کشوری و بین‌المللی در مجموع برندهٔ ۱ مدال نقره شده‌است.